# Virgínia
Virgínia là một đô thị thuộc bang Minas Gerais, Brasil. Đô thị này có diện tích 326,418 km², dân số năm 2007 là 8351 người, mật độ 27 người/km².